# Lagochile panamensis
Lagochile panamensis är en skalbaggsart som beskrevs av Friedrich Ohaus 1903. 
Lagochile panamensis ingår i släktet Lagochile och familjen Rutelidae. Inga underarter finns listade i Catalogue of Life.